# Миз, Ричард
Ричард Миз (англ. Richard Mize) — американский биатлонист, участник зимних Олимпийских игр 1960 года.

## Биография
Ричард Миз во время учёбы в Западном Государственном колледже в Колорадо, выступал за его сборную на национальных соревнованиях. Поступив на службу в армию, как хороший лыжник, он был направлен в Форт-Ричардсон на Аляске, где проходила подготовка биатлонистов.
В 1960 году он выступил на зимних Олимпийских играх, которые проходили в калифорнийском Скво-Вэлли. В индивидуальной гонке он показал 18-е время прохождения 20-километровой дистанции и допустил 11 промахов на огневых рубежах, заняв итоговое 21-е место среди 30-ти участников.
После армии Ричард остался на Аляске и поселился в Анкоридже, где преподавал в Восточной средней школе. Он также работал в управлении лыжного спорта, был тренером и принимал участие в проектировании лыжных трасс. Сам неоднократно участвовал в соревнованиях по лыжным гонкам.

### Участие в Олимпийских играх
| Год  | Место проведения | Инд |
| 1960 | Скво-Вэлли       | 21  |